# 麻子滩水库
麻子滩水库是中国四川省遂宁市蓬溪县境内的一座水库，位于安居河支流白马河上，建于1979年。水库正常库容为4800万立方米，集雨面积为232平方千米，海拔为334.92米。